# Polacantha gracilis
Polacantha gracilis là một loài ruồi trong họ Asilidae. Polacantha gracilis được Wiedemann miêu tả năm 1828.